# Villarodin-Bourget
Villarodin-Bourget ist eine französische Gemeinde mit 511 Einwohnern (Stand 1. Januar 2022) im Département Savoie in der Region Auvergne-Rhône-Alpes.
Sie liegt am Fluss Arc, der das Tal der Maurienne gebildet hat.
Im Gebiet der Gemeinde liegt das Wintersportresort La Norma.

## Sehenswürdigkeiten
- Fort Saint-Gobain